# Parlement du Yémen
Le Parlement du Yémen (en arabe : برلمان اليمن romanisé : Barlaman alyaman) est l'organe exerçant le pouvoir législatif au Yémen. 
Il se compose de deux chambres :
- La Chambre des représentants, formant sa chambre basse ;
- Le Conseil consultatif, étant sa chambre haute.

## Historique

### Yémen du Nord
Dans la République arabe du Yémen, la première législature est le Conseil national provisoire, une assemblée désignée de 45 puis 63 membres (en 1970) de 1969 à 1971.
En 1971, elle est remplacée par un Conseil consultatif de 159 membres, une majorité élus au suffrage direct dans les villes, une minorité au suffrage indirect dans les villages et une partie désignée. Pour ces deux assemblées, la majorités des membres sont des chefs de tribus, mais la seconde assemblée comprend des notables.
L'Assemblée constituante du peuple est installée en 1978. Elle se compose de 99 membres puis de 159 en 1979. En 1982 est installé un Congrès général du peuple de 1000 membres dont 700 élus.
Un nouveau Conseil consultatif est élu en 1988.

### Nord
| Date      | Constitution         | Chambre haute                    | Chambre basse                    |
| --------- | -------------------- | -------------------------------- | -------------------------------- |
| 1969-1971 | Constitution de 1970 | Conseil national provisoire      | Conseil national provisoire      |
| 1971-1974 | Constitution de 1970 | Conseil consultatif              | Conseil consultatif              |
| 1974-1977 | Constitution de 1970 | Conseil de commandement          | Conseil de commandement          |
| 1978-1982 | Constitution de 1970 | Assemblée constituante du peuple | Assemblée constituante du peuple |
| 1982-1988 | Constitution de 1970 | Assemblée constituante du peuple | Congrès général du peuple        |
| 1988-1990 | Constitution de 1970 | Conseil consultatif              | Congrès général du peuple        |

### Sud
| Date      | Constitution         | Parlement                 |
| --------- | -------------------- | ------------------------- |
| 1971-1990 | Constitution de 1971 | Conseil suprême du peuple |

### Yémen unifié
| Date        | Constitution         | Chambre haute             | Chambre basse             |
| ----------- | -------------------- | ------------------------- | ------------------------- |
| 1990-1994   | Constitution de 1990 | Chambre des représentants | Chambre des représentants |
| depuis 1994 | Constitution de 1990 | Conseil consultatif       | Chambre des représentants |